# Dansk Arbejderbank
Dansk Arbejderbank, også kaldet Arbejderbanken, var en sparekasse, forsørgelsesanstalt og lånebank i København, der stiftedes 12. april 1872 med det formål at modtage og frugtbargøre, hvad arbejdere eller andre kunne afse af deres fortjeneste, at sikre sine medlemmer forsørgelse i alderdommen og åbne dem en let og billig adgang til lån.
Banken blev i 1918 overtaget af Kjøbenhavns private Laanebank, der selv i 1922 blev sammensluttet med Landmandsbanken.
Forsørgelseskassen, der modtog indskud af mindst 10 øre ugentligt, som også kunne erlægges for et længere tidsrum på een gang, blev delt i børneforsørgelsen og alderdomsforsørgelsen. I begge afdelinger blev ved et medlems død hans indskud udbetalt med rente og rentes rente (men uden præmie) til arvingerne eller den, hvem det ved indskuddet var forbeholdt. Af bankens nettooverskud tilfaldt der først forsørgelseskassen en præmie af 1 1/5 %. Derefter kunne aktionærerne få 4 %, og det resterende udbytte fordeles efter nærmere fastsatte regler mellem reservefond, Forsørgelseskasse og grundfond. Medlemmerne kunne fordre driftslån eller trangslån indtil et beløb af 4/5 af deres indskud i forsørgelseskassen med renter, og ud over dette kunne driftslån ydes til medlemmer efter nærmere fastsatte regler. Bestyrelsen bestod af et repræsentantskab på 22 medlemmer, der af sin midte valgte et bankråd på 7 medlemmer. Bankrådet udnævnte een eller fl. direktører. 31. marts 1915 indestod i sparekassen ca. 17 mio. kr. og i forsørgelseskassen c. 3 mio. Grundfonden (aktiekapitalen) var ca. 63.000 kr. Desuden ejede banken selv ca. 62.000 kr i egne aktier. reservefonden og konto til imødegåelse af tab havde en størrelse af ca. 1 1/2 mio. kr.